# Crossopteryx
Genre
Crossopteryx est un genre de plantes de la famille des Rubiaceae.

## Liste d'espèces
Selon Catalogue of Life (13 août 2017) :
- Crossopteryx febrifuga (Afzel. ex G.Don) Benth.

Selon World Checklist of Selected Plant Families (WCSP) (13 août 2017) :
- Crossopteryx febrifuga (Afzel. ex G.Don) Benth. (1849)

Selon NCBI (13 août 2017) :
- Crossopteryx febrifuga

Selon The Plant List (13 août 2017) :
- Crossopteryx febrifuga (Afzel. ex G.Don) Benth.

Selon Tropicos (13 août 2017) (Attention liste brute contenant possiblement des synonymes) :
- Crossopteryx africana Baill.
- Crossopteryx febrifuga (Afzel. ex G. Don) Benth.
- Crossopteryx kotschyana Fenzl